# Zwischen Nacht und Morgen (1931)
Zwischen Nacht und Morgen ist ein deutsches Spielfilmmelodram aus dem Jahre 1931. Unter der Regie von Gerhard Lamprecht spielt Aud Egede Nissen die Hauptrolle einer alternden Dirne.

## Handlung
Paul Manthey, ein junger Student, hat Geld seines Vaters verspielt und wird daraufhin aus dem Elternhaus gewiesen. Nun irrt er ziellos und hungrig durch die Großstadtstraßen und wird im Prostituiertenviertel von der alternden Dirne Emma aufgelesen und in ihrer Wohnung aufgenommen. Sie ist mit den Jahren abgestumpft und desillusioniert geworden, hat sich mit ihrem Schicksal abgefunden und lässt sich klaglos von ihrem brutalen Zuhälter, dem bulligen Anton, ausbeuten. Durch die Begegnung mit dem unschuldigen Paul erwachen in ihr nach langer Zeit erstmals wieder die Lebensgeister. Sie gibt ihm Unterkunft und etwas zu essen, und der erschöpfte junge Mann fällt sofort in einen tiefen Schlaf. Für Emma erscheint Paul als ihre letzte Chance, sie geht in ihrer mütterlichen Liebe zu dem Studiosus vollkommen auf. Eifersüchtig achtet die alternde Hure darauf, dass kein weibliches Wesen ihrem Schützling zu nahe kommt, auch die junge Clarissa, eine Chansonette, soll ihn nicht besuchen. Emma opfert sich für Paul auf, unternimmt sogar einen Vermittlungsversuch bei seinen Eltern, der jedoch wegen der verhärteten Auffassungen des sturen Vaters scheitert.
Emma hofft mehr und mehr auf eine bessere Zukunft, die sie für sich an Pauls Seite plant. Emma will ihre Vergangenheit hinter sich lassen und mit allem radikal brechen. Um das größte Hindernis, Anton, loszuwerden, ist sie sogar bereit, sich mit 300 Reichsmark von ihm loszukaufen. Doch all ihre Bemühungen, aus Liebe zu dem jungen Kerl geboren, vermag Paul nicht wirklich wertzuschätzen. Vielmehr ist er von dem Milieu, in dem sich Emma bislang bewegte, zutiefst angeekelt. Emmas Zukunftspläne nehmen derweil immer mehr Gestalt an. Sie hat zwei Zugtickets für eine Reise mit Paul nach Kopenhagen gekauft. Doch sie erahnt nicht Antons Hartnäckigkeit, mit der er Emma wieder zurückgewinnen will. Da ihm für dieses Ansinnen einzig Paul im Wege steht, macht er diesen kurzerhand mit Emmas größter Konkurrenz Clarissa bekannt. Sein Plan geht auf, Paul verliebt sich in Clarissa, die ihn mit ihren Reizen zielgerichtet verführt. Für Emma ist dies der schlimmste Schlag, den sie nicht mehr verkraften kann. Nun fallen in ihr alle Hemmungen: Sie stiftet Anton dazu an, Clarissa in der Pinte „Bimbam“ zwischen zwei Auftritten zu ermorden. Als sie – zu spät – erkennt, was sie angerichtet hat, stellt sich Emma der Polizei.

## Produktionsnotizen
Zwischen Nacht und Morgen ist ein Remake des erst vier Jahre zuvor entstandenen, berühmten Stummfilms Dirnentragödie mit Asta Nielsen in der Hauptrolle und wurde ab dem 25. März 1931 gedreht. Drehschluss war Mitte des darauf folgenden Monats. Ursprünglich wollte Lamprecht für sein Tonfilmremake ebenfalls die Nielsen besetzen, für die Zwischen Nacht und Morgen der erste Tonfilm gewesen wäre. Doch die Dänin bestand auf ein größtmögliches Mitspracherecht, das man ihr seitens der Produktion bzw. der Regie nicht einzuräumen bereit war. Daraufhin griff man auf Nielsens berühmte norwegische Stummfilmkollegin Aud Egede Nissen zurück, für die Zwischen Nacht und Morgen der einzige deutsche Tonfilm bleiben sollte. Unmittelbar darauf kehrte die Künstlerin, deren Akzent für den deutschen Film als zu stark empfunden wurde, für immer nach Oslo zurück.
Zwischen Nacht und Morgen, am 1. Juni 1931 von der Filmzensur mit Jugendverbot belegt, feierte am 12. Juli 1931 seine Uraufführung in zwei Wiener Lichtspieltheatern und wurde am 11. August 1931 mit seiner Präsentation in dem Titania-Palast erstmals in Berlin gezeigt. Die nationalsozialistische Filmzensur verbot den Streifen nach einer neuerlichen Begutachtung am 2. Mai 1933 endgültig. In der damaligen Begründung hieß es, dass „dem Bildstreifen eine entsittlichende Wirkung im Sinne des Lichtspielgesetzes innewohnt“.
Edit Angold gab hier mit einer kleinen Rolle ihr Filmdebüt. Die Filmbauten stammen aus der Hand von Otto Moldenhauer. Komponist Giuseppe Becce hatte auch die musikalische Leitung, Produzent August Mueller auch die Produktionsleitung. Ein Musiktitel wurde gespielt: Zwischen Nacht und Morgen: Ich hab’ die schlanke Linie.

## Kritiken
Wiens Österreichische Film-Zeitung berichtete in ihrer Ausgabe vom 18. Juli 1931: „Der große Erfolg, den damals der stumme Film erzielte, ließ es durchaus gerechtfertigt erscheinen, daß sich nunmehr der Tonfilm dieses überaus wirksamen Stoffes bediente. Und die in jeder Beziehung exzeptionelle Beschaffenheit des Tonfilms ‚Zwischen Nacht und Morgen‘, der unter der Regie Gerhard Lamprechts, also eines gerade auf dem Gebiet des Milieufilms erstrangigen Routiniers, entstand, bestätigt dies vollauf. Lamprecht hat es in wahrhaft einzigartiger Weise verstanden, diese Tragödie einer Dirne, die in vorgerückteren Jahren von glühender Leidenschaft für einen Jungen aus einer ganz anderen Welt erfüllt wird, menschlich packend hinsichtlich der psychologischen Momente überaus charakteristisch und unerhört lebendig zu gestalten. (…) Aud Egede Nissen entwickelt in dieser Rolle eine seltene künstlerische Größe … und macht durch ihr verinnerlichtes Spiel die Rolle zu einem Erlebnis …“
Paimann’s Filmlisten resümierte: „Heute wird diese Rolle von der Nissen verkörpert: gedämpft, fraulicher, vielleicht deshalb aber blässer, weniger natürlich, sprachlich als Nichtdeutsche ziemlich gehemmt. Ganz ausgezeichnet hingegen Homolka als Zuhälter, van Goth (Der Junge) eine Nuance zu verhalten, wie meist. Das Sujet arbeitet diesmal die Gestalt der Heldin weniger plastisch heraus, gravitiert mehr zum Milieustück, ist in diesem Belange glänzend gesehen. (…) Gesamtqualifikation: Guter Mittelfilm.“